# Peter Vest

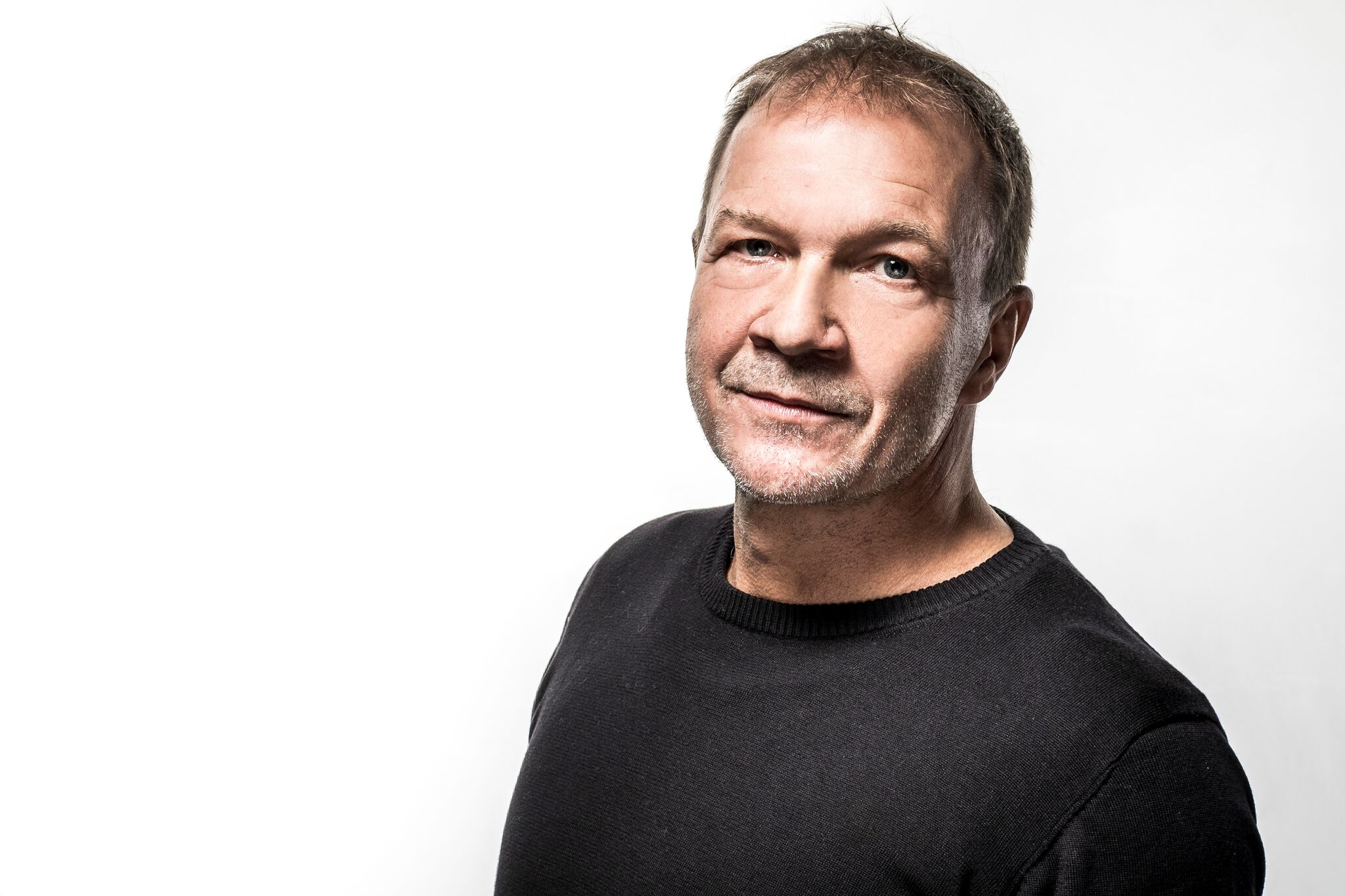
Peter Vest (2017)

Peter Vest (* 24. September 1962) ist ein deutscher Volkswirt und Energieexperte für erneuerbare und konventionelle Energien.

## Leben
Vest studierte von 1983 bis 1989 Volkswirtschaft an der Johannes Gutenberg-Universität Mainz.mEr begann seine Berufslaufbahn als Hochschulassistent am Lehrstuhl für Betriebswirtschaftslehre an der Universität Mainz, wurde dort 1994 zum Dr. rer. pol. mit „summa cum laude“ promoviert und erhielt eine Auszeichnung der Teves-Stiftung. Von September 1994 bis Dezember 1998 war er an der Universität Mainz auch Wissenschaftlicher Direktor des Forschungsinstituts für Wirtschaftspolitik (FfW).
Anfang 1996 gründete er mit vier Partnern die InterCom-Gruppe und war bis Juni 2003 geschäftsführender Gesellschafter des Unternehmens, einer Agentur für Marketing, Kommunikation und Sponsoring mit Tochtergesellschaften in Mainz, Wolfsburg, Prag und Barcelona.
Im Juli 2003 wechselte Vest als Bereichsvorstand „Marketing“ zur EnBW AG und war verantwortlich für Markenführung, Marketing- und Vertriebsstrategie, Geschäftsentwicklung und Kommunikation für alle EnBW-Marken (z. B. EnBW, Yello Strom, NaturEnergie AG, Watt).
Im Mai 2006 wurde er zum Bereichsvorstand „Vertrieb Privat- und Gewerbekunden“ der EnBW AG berufen, verantwortlich für Marketing- und Vertriebsstrategie im Privatkundengeschäft der EnBW, Yello Strom, NaturEnergie AG, Beteiligungen. Er war Sprecher der Geschäftsführung von Yello Strom, Sprecher der Geschäftsführung der SüdBest GmbH mit Verantwortung für das Kundenbindungsprogramm SüdBest der EnBW. Er trug die Gesamtverantwortung für Langfriststrategie und Innovationen, Marketing und Vertrieb der EnBW und war außerdem Aufsichtsratsmitglied der EnSO Energie Sachsen Ost, der GESO Beteiligungs- und Beratungs-AG, der DREWAG Stadtwerke Dresden GmbH, der EnBW Vertriebs- und Servicegesellschaft mbH sowie der EnBW Kraftwerke AG und Beiratsmitglied des VWEW Energieverlag.
Im Januar 2010 wurde Vest Vorstandsmitglied der Kofler Energies AG. Er ist für die Bereiche Energiehandel und Privatkundengeschäft verantwortlich. Vest ist Aufsichtsratsmitglied der Kofler Energies Power AG und Vorstandsvorsitzender der Kofler Energies Club AG, einem Tochterunternehmen der Kofler Energies AG, das sich auf die Steigerung der Energieeffizienz in Privathaushalten spezialisiert hat. Nach dem gescheiterten Marktstart des Kofler Energies Club verlässt Vest die Kofler Energie AG.
2012 wurde Vest geschäftsführender Gesellschafter der IRE Energie Consulting GmbH.
Bis Oktober 2019 war er als geschäftsführender Gesellschafter bei der WIRCON GmbH mit der Marke WIRSOL tätig, welche den Schwerpunkt im Bereich Wind- und Photovoltaik-Großprojekten, Photovoltaik-Kleindachanlagen für Privatkunden und Photovoltaik-Großdachanlagen hat.
Vest war zudem von Ende 2014 bis Anfang Dezember 2016 Beisitzender des Vorstandes beim Solar Cluster Baden-Württemberg e.V.
Seit Juli 2020 war Vest als Chief Strategy Officer (CSO) für den weltweit agierenden Projektentwickler und EPC-Dienstleister Greencells Group in Saarbrücken und geschäftsführender Gesellschafter der Loopsolar GmbH sowie der Savemission GmbH tätig. Im März 2023 begann Vest seine Tätigkeit als CEO bei der PARQ energy GmbH in Hamburg. Vest war bis Mitte März Mai 2024 als Chief Strategy Office (CSO) beim EPC-Dienstleister Greencells Group tätig.

## Publikationen
- Die Energie der Marke: ein konsequentes und pragmatisches Markenführungskonzept / Detlef Schmidt/Peter Vest: Gabler Verlag, 2010, ISBN 978-3-8349-8567-5
- Die Eignung öffentlich-rechtlicher und privatrechtlicher Rechtsformen für öffentliche Betriebe, Verlag:  Mainz : Forschungsinst. für Wirtschaftspolitik, 1996,  ISSN 0938-0973
- Der Verkauf von Konzernunternehmen durch Management buy out, Verlag Gabler, 1995, ISBN 978-3-8244-6114-1

## Privates
Vest hat zwei Töchter und lebt bei Wiesbaden.